# 李义江
李义江（1980年—2004年8月20日），又名李文江，為中國大陸2000年代初的一名为同性恋连环杀手，警方估計他總共杀害了7人。
李來自新疆昌吉市，1999年考入北京理工大學，計算機專業。大一下學期開結半工讀，大二那年因故輟學，2003年被捕，2004年8月20日被槍決。
李第一次行兇時約14歲，但至2002年期間已沒有再犯案。2002年，李因被四名男子強暴，決定殺掉他們報復，其後再殺害另外2名男子。李作案手法残忍，會切掉受害者性器官，因此又被稱作割鷄狂魔。专家分析，認为他因年幼時缺乏关爱，所以造成殺人傾向。

## 成长经历
从小是由山东的奶奶抚养长大的，懂事之后他就被送回新疆父母的身边。妈妈被确诊为精神病，在家里经常没来由地发脾气、砸东西，打骂他。每每此时，小小的李义江都会被吓得拽着妈妈的衣角大哭。上了高中后，母亲的病情基本稳定，但父亲又开始整日酗酒。李义江经常阻拦，但其结果不是被骂就是被打，有几次，醉酒后的父亲竟然拿起菜刀向劝阻他的李义江砍去。